# Myelodysplastisches Syndrom
Unter dem Begriff myelodysplastisches Syndrom (MDS, Myelodysplasie oder Plural myelodysplastische Syndrome) wird eine Gruppe von Erkrankungen des Knochenmarks zusammengefasst, bei denen die Blutbildung nicht von gesunden, sondern von genetisch veränderten Ursprungszellen (Stammzellen) ausgeht. Das Knochenmark von Patienten, die an myelodysplastischen Syndromen leiden, ist nicht mehr in der Lage, aus diesen Stammzellen vollständig reife und funktionstüchtige Blutzellen zu bilden.
In fortgeschrittenen Stadien dieser Erkrankungen werden immer mehr unreife Blutzellen produziert. Der Blutbildungsprozess ist also nachhaltig gestört und kann bei manchen Patienten zu einem späteren Zeitpunkt auch zu einer akuten myeloischen Leukämie (AML) führen.
Die myelodysplastischen Syndrome treten vor allem in höherem Alter – ab ca. 60 Jahre – auf und verlaufen von Patient zu Patient sehr unterschiedlich. Das mediane Erkrankungsalter liegt bei ca. 75 Jahren, Frauen sind etwas seltener betroffen als Männer. Die Behandlungsmöglichkeiten haben sich in den letzten Jahren entscheidend verbessert, sind aber angesichts der komplexen Krankheitsentstehung sehr differenziert und berücksichtigen vor allem die Unterscheidung in Niedrigrisiko- und Hochrisiko-MDS.

## Krankheitsverlauf
Typisch ist ein persistierender Mangel an allen oder einigen Arten von Blutkörperchen, auch Zytopenie genannt, und blutbildenden Zellen im Knochenmark. Die Patienten verlieren allmählich immer mehr an Kraft. Der Hb-Wert und der Hämatokrit, also der hauptsächlich von der Konzentration der Erythrozyten und für die Verteilung der festen und flüssigen Bestandteile abhängige Messwert, gehen dramatisch zurück (Anämie). Man versucht dies entweder durch meist wöchentliche oder vierzehntägliche Bluttransfusionen oder durch einmal wöchentliches Spritzen von Erythropoetin aufzuhalten. Gleichzeitig geht auch die Zahl der für die Blutgerinnung mitverantwortlichen Thrombozyten (Thrombopenie) und die Zahl der für die Immunabwehr zuständigen weißen Blutkörperchen (Leukozyten) deutlich zurück (Leukopenie). Deshalb leiden MDS-Patienten im Krankheitsverlauf immer mehr an spontanen Blutungen am Zahnfleisch, in der Nase (Nasenbluten) und besonders gefährlich im Magen (Magenblutung) und im Darm. Im Krankheitsverlauf entstehen am ganzen Körper, vom Gesicht bis zu den Füßen, Hämatome. Weiterhin sind Betroffene sehr anfällig für Infektionen aller Art und müssen Ansteckungen unbedingt vermeiden. Meist sterben MDS-Patienten an inneren Blutungen oder an einer Lungenentzündung, die auch auf Antibiotika nicht mehr anspricht.
In etwa 30 % aller Fälle von MDS-Erkrankungen geht die Krankheit nach einer gewissen Zeit plötzlich in eine akute Leukämie über, die viele Patienten wegen ihres geschwächten Zustandes auch bei sofort eingeleiteter Chemotherapie nicht lange überleben.

## Einteilung / Klassifikation
Die myelodysplastischen Syndrome werden nach dem Erscheinungsbild der Blutzellen eingeteilt. Man unterscheidet dabei fünf Typen nach Art und Anteil an unreifen Blutzellen im Blut selbst und im Knochenmark.
Aktuell konkurrieren zwei Klassifikationssysteme zur Einteilung der myelodysplastischen Syndrome: Die FAB-Klassifikation und die WHO-Klassifikation. Die FAB-Klassifikation wurde 1982 in der aktuellen Form von einer internationalen Arbeitsgruppe ins Leben gerufen.

### FAB-Klassifikation myelodysplastischer Syndrome
| FAB-Subtyp                                     | Eigenschaften des Knochenmarks       | Eigenschaften des Blutes        | Anmerkung | ICD-10 Codierung |
| ---------------------------------------------- | ------------------------------------ | ------------------------------- | --- | --- |
| RA (refraktäre Anämie)                         | <5 % Blasten                         | ≤1 % Blasten                    | Frühes Stadium des MDS. Im Knochenmark ist der Anteil unreifer Zellen, sog. Blasten, nicht erhöht und liegt unter 5 % aller kernhaltiger Zellen. | D46.0 |
| RARS (refraktäre Anämie mit Ringsideroblasten) | <5 % Blasten >15 % Ringsideroblasten | ≥1 % Blasten                    | | D46.1 |
| RAEB (refraktäre Anämie mit Exzess an Blasten) | 5–20 % Blasten                       | <5 % Blasten                    | RA mit Blastenvermehrung (5–20 % myeloisch differenzierte Blasten). Wird in RAEB-1 (5–9 % Blasten) und RAEB-2 (10–19 % Blasten) unterteilt.      | D46.2 (Inkl.: RAEB I und RAEB II) |
| CMML (Chronische myelomonozytäre Leukämie)     | <20 % Blasten vermehrt Promonozyten  | >1×109/l Monozyten <5 % Blasten | | C93.1- (Inkl. - CMML-1 - CMML-2 - CMML mit Eosinophilie - C93.10 CMML: Ohne Angabe einer kompletten Remission - C93.11 CMML: In kompletter Remission) |
| RAEB-T (RAEB in Transformation)                | 21–30 % Blasten Auerstäbchen         | >5 % Blasten                    | Vorstufe zur akuten myeloischen Leukämie. | D46.4 Refraktäre Anämie, nicht näher bezeichnet |

### WHO-Klassifikation

Schematische Abbildung der Knochenmark-Architektur

Im Jahre 1999 wurde die FAB-Klassifikation – unter Mitarbeit einiger Mitglieder dieser FAB-Arbeitsgruppe – in der sogenannten WHO-Klassifikation erweitert. Letztere trennt prognostisch schärfer, ist allerdings auch deutlich aufwändiger. Die zweite derzeit gültige Version der WHO-Klassifikation ist im Jahr 2009 erschienen und enthält geringfügige Änderungen zur Version von 1999.
| Kategorie                                                     | Dysplastische Reihen | Zytopenien | Ringsideroblasten (% der erythroiden Zellen) | Blasten im Knochenmark (BM) und peripherem Blut (PB) | Karyotyp (konventionelle Bänderung)                         |
| ------------------------------------------------------------- | -------------------- | ---------- | -------------------------------------------- | ---------------------------------------------------- | ----------------------------------------------------------- |
| MDS mit Einliniendysplasie                                    | 1                    | 1 oder 2   | <15 % / <5 %                                 | BM <5 %, PB <1 %, keine Auerstäbchen                 | Alle, außer del(5q) ± 1 andere Nicht-Chr. 7 Aberration      |
| MDS mit Mehrliniendysplasie                                   | 2 oder 3             | 1 bis 3    | <15 % / <5 %                                 | BM <5 %, PB <1 %, keine Auerstäbchen                 | Alle, außer del(5q) ± 1 andere Nicht-Chr. 7 Aberration      |
| MDS mit Ringsideroblasten                                     |                      |            |                                              |                                                      |                                                             |
| MDS mit Ringsideroblasten und Einliniendysplasie              | 1                    | 1 oder 2   | ≥15 % / ≥5 %                                 | BM <5 %, PB <1 %, keine Auerstäbchen                 | Alle, außer del(5q) ± 1 andere Nicht-Chr. 7 Aberration 5q   |
| MDS mit Ringsideroblasten und Mehrliniendysplasie             | 2 oder 3             | 1 bis 3    | ≥15 % / ≥5 %                                 | BM <5 %, PB <1 %, keine Auerstäbchen                 | Alle, außer del(5q) ± 1 andere Nicht-Chr. 7 Aberration      |
| MDS mit del(5q)                                               | 1 bis 3              | 1 bis 3    | irrelevant                                   | BM <5 %, PB <1 %, keine Auerstäbchen                 | del(5q) isoliert oder mit 1 anderen Nicht-Chr. 7 Aberration |
| MDS mit Blastenexzess                                         |                      |            |                                              |                                                      |                                                             |
| MDS mit Blastenexzess (1)                                     | 0 bis 3              | 1 bis 3    | irrelevant                                   | BM 5–9 % oder PB 2–4 %, keine Auerstäbchen           | irrelevant                                                  |
| MDS mit Blastenexzess (2)                                     | 0 bis 3              | 1 bis 3    | irrelevant                                   | BM 10–19 % oder PB 5–19 % oder Auerstäbchen          | irrelevant                                                  |
| MDS, unklassifizierbar                                        |                      |            |                                              |                                                      |                                                             |
| mit 1 % peripheren Blasten                                    | 1 bis 3              | 1 bis 3    | irrelevant                                   | BM <5 %, PB = 1 %, keine Auerstäbchen                | irrelevant                                                  |
| Mit Einliniendysplassie und Panzytopenie                      | 1                    | 3          | irrelevant                                   | BM <5 %, PB <1 %, keine Auerstäbchen                 | Alle, außer del(5q) ± 1 andere Nicht-Chr. 7 Aberration      |
| Auf der Grundlage definierender zytogenetischer Veränderungen | 0                    | 1 bis 3    | <15 %                                        | BM <5 %, PB <1 %, keine Auerstäbchen                 | MDS-definierende Abnormalität                               |

### IPSS & WPSS Risikoabschätzung

#### Prognoseabschätzung
Die Risikoabschätzung bei den MDS erfolgt mittels so genannter Prognosesysteme oder Scoringsysteme. Generell arbeiten alle Prognoseabschätzungssysteme bei Blutkrankheiten nach demselben Muster: Bestimmte Einzelfaktoren werden gewichtet und kombiniert, um daraus die Lebensdauer des Patienten ohne Behandlung abzuschätzen. Bei der MDS-Erkrankung kombinieren verschiedene Prognosescores unterschiedliche Einzelfaktoren, um die Berechnung der medianen Überlebenszeit ohne Behandlung zu ermitteln. Die Therapie hat zum Ziel, die statistisch erwartete Lebensdauer zu verlängern.

##### Internationaler Prognosescore für MDS
Der am weitesten verbreitete Prognosescore für MDS ist der IPSS-Score. IPSS steht für International Prognostic Scoring System. Bei dieser Klassifikation werden drei Faktoren miteinander kombiniert: Wie schwer ist der Mangel an Blutzellen ausgeprägt (sogenannte Zytopenien)? Wie schwer ist das Erbgut der für die Blutbildung verantwortlichen Zellen verändert (sogenannte zytogenetische Veränderungen)? Wie hoch ist der Anteil an unreifen Zellen im Knochenmark, die als Hinweis auf einen baldigen Leukämieübergang gelten (sogenannter Knochenmark-Blastenanteil)?

##### WHO-adaptierter Prognosescore für MDS
Der WPSS (WHO adapted prognostic scoring system) berechnet die Lebenserwartung ähnlich: Auch hier gehen der Blastenanteil im Knochenmark und die Zytogenetik ein. Statt der Zytopenien benutzt der WPSS allerdings die Information, ob ein Patient bisher rote Blutkörperchen übertragen bekommen musste, oder nicht.

### Prognose der Überlebenszeit nach Risikogruppen
| Risikogruppe   |              | Punktzahl | mitt. Überlebenszeit in Jahren | AML 25%        |
| -------------- | ------------ | --------- | ------------------------------ | -------------- |
| sehr günstig   | very low     | <1,5      | 8,8                            | nicht erreicht |
| günstig        | low          | >1,5–3    | 5,5                            | 10,8           |
| intermediär    | intermediate | >3–4,5    | 3,0                            | 3,2            |
| ungünstig      | high         | >4,5–6    | 1,6                            | 1,4            |
| sehr ungünstig | very high    | >6        | 0,8                            | 0,73           |

## Therapie
Grundsätzlich werden therapeutische Maßnahmen entsprechend der Risikoeinschätzung der MDS-Erkrankung durchgeführt. Zur Risikoeinschätzung benutzt man sogenannte Scoring-Systeme. Das zurzeit üblichste Scoring-System ist der Internationale Prognose Score (International Prognostic Scoring System, IPSS). Dabei gelten die Risikogruppen low und intermediate-1 als Niedrig-Risiko-MDS, während die intermediate-2- und high-risk-Populationen als Hochrisikopatienten eingeteilt werden.

### Niedrig-Risiko-MDS
- Supportive Therapie (=unterstützende Behandlung, das heißt Behandlungen, die Komplikationen der Erkrankung behandeln ohne den natürlichen Krankheitsverlauf zu beeinflussen):
  - Sie umfasst die Gabe von roten Blutkörperchen (Erythrozyten) oder Blutplättchen (Thrombozyten), wenn diese Blutwerte erniedrigt sind sowie Antibiotikagaben bei Infektionen.
  - Wenn Patienten niedrige weiße Blutkörperchenwerte haben (Leukopenie, Neutropenie oder Granulozytopenie), kann durch Verabreichung von bestimmten Wachstumsfaktoren die Zahl der weißen Blutkörperchen im Blut gesteigert werden. Diese Substanzen nennt man Granulozyten-Koloniestimulierende Faktoren (G-CSF).
  - Transfusionsbedürftige Patienten laufen Gefahr, mit zunehmender Laufzeit ihrer Erkrankung eine schwere Eisenüberladung zu entwickeln. Dies liegt in der Tatsache begründet, dass die roten Blutkörperchen Hämoglobin beherbergen, das den Sauerstoff bindet und in die Gewebe transportiert. Hämoglobin enthält Eisen. Mit jedem Beutel Erythrozyten (rotes Blut), das ein Patient übertragen bekommt, nimmt er automatisch eine Menge von etwa 200–250 mg Eisen auf. Das ist viel, verglichen mit der natürlichen täglichen Eisenaufnahme von etwa 1 mg pro Tag. Auch die Ausscheidung ist beim Menschen auf 1 mg beschränkt, so dass Blutübertragungen unweigerlich zur Erhöhung des Körpereisens führen. Während der gesunde Mensch etwa 3–4 g (also 3000–4000 mg) Körpereisen enthält, kann diese Menge beim dauertransfusionspflichtigen Patienten leicht auf das Zehnfache ansteigen. In diesen Mengen ist Eisen jedoch schädlich, da es sich in Lebergewebe, Herz und Drüsengeweben abscheidet und dort zu Störungen führt. Um das Eisen ausscheiden zu können, stehen heutzutage sogenannte Eisenchelatoren zur Verfügung, die bei regelmäßiger Einnahme den Körpereisenspiegel senken können.
  - Zusätzlich sollte darauf geachtet werden, Patienten mit niedrigen Blutplättchenwerten keine Medikamente zu verabreichen, die die Funktion der wenigen verbliebenen Blutplättchen weiter hemmt, wie die sogenannten nicht-steroidealen Antirheumatika (Acetylsalicylsäure (Aspirin), Diclofenac, Ibuprofen, Naproxen und andere). Dies kann zu lebensbedrohlichen Blutungen führen. Bei manchen Patienten steigen die Blutplättchenzahlen nicht an, obwohl ihnen Thrombozyten übertragen werden. Diese Patienten nennt man refraktär auf Thrombozytentransfusionen. Ursache ist meist eine Antikörperbildung nach häufiger Transfusionsbehandlung. In diesen Fällen können Antifibrinolytika wie para-Aminomethylbenzoesäure zur Verringerung der Blutungsbereitschaft eingesetzt werden.
  - Mehrere internationale Studien haben belegt, dass erythropoetische Wachstumsfaktoren (Erythropoetine oder EPO, also Medikamente, die die Zahl der roten Blutkörperchen erhöhen) unter bestimmten Voraussetzungen zu einem zeitlich begrenzten, aber nachhaltigen Anstieg der Hämoglobinwerte führen können. Ein kürzlich publizierter Index sagt die Wahrscheinlichkeit des Ansprechens auf eine Erythropoetintherapie voraus. Dieser Index kombiniert die Zahl erfolgter Transfusionen mit dem aktuellen Erythropoetinspiegel. Patienten, die viele Transfusionen benötigen und einen hohen EPO-Spiegel haben, haben eine geringe Wahrscheinlichkeit auf das Medikament anzusprechen.
- Immunsuppressive Maßnahmen stützen sich auf die Erkenntnis, dass gegen den eigenen Körper gerichtete (autoreaktive) zytotoxische (zellschädigende) T-Zellen (eine Unterart der Lymphozyten) über hemmende Botenstoffe (Zytokine) an der Entwicklung der unzureichenden Blutbildung beteiligt sind.
  - In einer Phase II-Studie am National Institutes of Health in den USA wurden 61 Patienten mit RA, RARS oder RAEB mit transfusionspflichtiger Anämie oder Thrombozytopenie mit den Substanzen Antithymozytenglobulin und Cyclosporin A behandelt. 33 % der Patienten verloren ihre transfusionspflichtige Anämie, 44 % zeigten eine Verbesserung der peripheren Granulozytenwerte und 56 % erreichten einen klinisch relevanten Thrombozytenanstieg.
- Immunmodulierende Substanzen, deren Wirkungsweise neben der Inhibierung von TNF-alpha auch eine Aktivierung von T- und NK-Zellen sowie direkte pro-apoptotische Mechanismen beinhaltet.[8]
  - Die Substanz Thalidomid entfaltet neben der Hemmung von Neugefäßbildung auch zytokinhemmende Effekte und ist erfolgreich bei myelodysplastischen Syndromen eingesetzt worden. Dabei scheinen frühe MDS-Subtypen besser anzusprechen (40 %) als fortgeschrittene MDS. Allerdings muss die Behandlung bei bis zu 30 % der Patienten wegen intolerabler Nebenwirkungen eingestellt werden (Müdigkeit, Nervenschädigungen, Verstopfung).
  - Zwischenzeitlich sind Thalidomidanaloga entwickelt worden, die bei Frühformen der MDS eingesetzt wurden. Das 4-amino-Glutarimid Lenalidomid hat ein völlig anderes Nebenwirkungsprofil und führt nicht zu Polyneuropathie (Nervenschädigung) und Müdigkeit. Die fruchtschädigenden (teratogenen) Effekte sind jedoch im Tierversuch weiter nachweisbar. Bei Patienten mit Defekten am Chromosom 5 (sogenannte 5q-MDS) weist es eine besondere Wirksamkeit auf: Eine Auswertung einer internationalen Phase II-Studie ergab in knapp 70 % der behandelten Patienten eine länger anhaltende Transfusionsfreiheit. Etwa 50 % der Patienten waren nach 2 Jahren Dauereinnahme noch transfusionsfrei. 70 % der Patienten erreichten ein zytogenetisches Ansprechen (mindestens 50 % Verringerung der Menge an del(5q) im Knochenmark), 44 % eine komplette zytogenetische Remission, d. h. das für die Erkrankung typische Chromosom del(5q) war nicht mehr nachweisbar. Im Jahre 2013 hat die europäische Arzneimittelagentur dem Medikament eine Zulassung für Patienten mit isolierter del(5q) Chromosomenanomalie ausgesprochen.[9][10]

### Hochrisiko-MDS
- 5-Azacytidin und 5-Aza-2’-Desoxycytidin (Decitabine) sind Pyrimidinanaloga, die in nicht-zytotoxischen Konzentrationen zu einer Hemmung der DNA-Methyltransferase führen (demethylierende Substanzen) und experimentell eine Ausreifung bestimmter Knochenmarkzellen bewirken. 5-Azacytidin wurde in den USA zur Behandlung von MDS zugelassen, nachdem eine Phase III-Studie einen Überlebensvorteil der behandelten Patienten gegenüber Patienten in der Kontrollgruppe zeigen konnte. Die Rate an kompletten Remissionen und partiellen Remissionen in der Behandlungsgruppe betrug nach jüngster Auswertung 15,7 %, unter Therapie wurde die Zeit bis zum Übergang in eine Leukämie ebenso wie das Überleben statistisch signifikant verlängert. Die Auswertung einer internationalen Phase III-Studie, in der 5-Azacytidine gegen andere Therapieverfahren verglichen wurde, wies einen Überlebensvorteil für Azacytidin auf. In der Azacytidin-Behandlungsgruppe überlebten die Patienten im Schnitt 24 Monate, während im Kontrollarm das mittlere Überleben bei 15 Monaten lag. Aufgrund dieser Daten wurde die Substanz am 23. Dezember 2008 für die Behandlung fortgeschrittener myelodysplastischer Syndrome in Europa zugelassen.
- Intensive Polychemotherapie mit Protokollen, wie sie bei der AML (Akute myeloische Leukämie) eingesetzt werden, können bei Patienten <70 Jahre zur Remissionsinduktion eingesetzt werden. In neueren Studien mit Einschluss von mindestens 30 Patienten betrugen die Vollremissionsraten 45–79 %. Dabei lag die Frühtodesrate ähnlich hoch wie bei Patienten mit akuter myeloischer Leukämie. Günstige Langzeitverläufe sind vor allem bei RAEB/T-Patienten mit normalem Karyotyp dokumentiert. Die allogene Blutstammzelltransplantation ist Therapie der Wahl für Patienten <50 Jahre mit Hochrisiko-MDS, die über einen passenden Spender verfügen. Nach den Daten des Fred Hutchinson Cancer Research Center in den USA an insgesamt 251 MDS-Patienten beträgt das krankheitsfreie Überleben sechs Jahre nach Transplantation 40 %. Dabei ist das Alter bei Transplantation einer der größten Risikofaktoren. Verbesserungen werden in den nächsten Jahren durch neue Konditionierungsprotokolle wie die nicht-myeloablative Transplantation erwartet.
- Eine Chemotherapie kann möglicherweise auch mit all-trans Retinoinsäure (ATRA) unterstützt werden. Die Evidenz ist sehr ungewiss bezüglich der Wirkung von ATRA zusätzlich zu der Chemotherapie auf Durchfall dritten/vierten Grades, Übelkeit/Erbrechen dritten/vierten Grades und die kardiale Toxizität dritten/vierten Grades. ATRA zusätzlich zu der Chemotherapie führt wahrscheinlich lediglich zu einer kleinen oder keiner Veränderung bezüglich der Mortalität innerhalb von 24 Monaten, der Mortalität während der Studie und Infektionen dritten/vierten Grades. Außerdem verursacht ATRA zusätzlich zu der Chemotherapie wahrscheinlich eine sehr geringe oder keine Verringerung der Mortalität, der Rückfälle und dem Fortschritt der Krankheit.[11]
- Chemotherapie und Stammzelltransplantation bringen einige Nebenwirkungen mit sich. Unter anderem kann es bei beiden zu Blutungsereignissen kommen und bei der Stammzelltransplantation kann zusätzlich noch eine Transplantat-gegen-Wirt Reaktion auftreten.[12] Estcourt et al. haben in den Jahren 2012 und 2015 Cochrane-Übersichtsarbeiten mit randomisierten kontrollierten Studien erstellt, um herauszufinden, welche Nutzung von Thrombozytentransfusionen die wirksamste ist, um Blutungen bei Patienten mit hämatologischen Erkrankungen zu verhindern, wenn sie eine Chemotherapie oder eine Stammzelltransplantation erhalten. Je nach Verwendung ergaben sich dabei verschiedene Auswirkungen z. B. auf die Anzahl der Tage mit einem Blutungsereignis.[13][14]

### Supportivtherapie
Die Behandlung von hämatologischen Erkrankungen kann durch die Steigerung des Wohlbefindens unterstützt werden. Körperliche Betätigung könnte unter anderem eine Möglichkeit dafür sein. Die Evidenz ist sehr ungewiss bezüglich des Effekts von körperlicher Betätigung auf Angst und schwere unerwünschte Ereignisse. Körperliche Betätigung verursacht eventuell nur eine geringe oder keine Veränderung bezüglich der Mortalität, der Lebensqualität und der körperlichen Funktion. Körperliche Betätigung verursacht eventuell eine schwache Verringerung von Depressionen.